# Liste des monuments classés de Watermael-Boitsfort
Cet article recense le patrimoine immobilier protégé à Watermael-Boitsfort. Le patrimoine immobilier protégé fait partie du patrimoine culturel en Belgique.
|    | Le bien                                                             | Date de clas.     | Année | Architecte                        | Style                       | Adresse                                                                                          | Coordonnées                 | ID           | Photo |
| -- | ------------------------------------------------------------------- | ----------------- | ----- | --------------------------------- | --------------------------- | ------------------------------------------------------------------------------------------------ | --------------------------- | ------------ | ----- |
| 1  | Abords de l'église Saint-Clément                                    | 29 février 1984   |       |                                   | Abords verdurisé            | Rue du Gruyer, Rue du Loutrier                                                                   | 50° 48′ 35″ N, 4° 24′ 19″ E | 2328-0006/0  |       |
| 2  | Abords immédiats du château Charle-Albert                           | 8 août 1988       |       |                                   | Abords de bâtiment          | Avenue Charle-Albert 7                                                                           | 50° 48′ 04″ N, 4° 25′ 42″ E | 2328-0011/0  |       |
| 3  | Araucaria (Araucaria araucana)                                      | 13 février 2003   |       |                                   | Arbre remarquable           | Avenue des Princes Brabancons 21                                                                 | 50° 48′ 38″ N, 4° 24′ 45″ E | 2328-0051/0  |       |
| 4  | Aubette de tram                                                     | 20 avril 2006     |       |                                   | Aubette                     | Chaussée de la Hulpe, angle avenue Emile Van Becelaere                                           | 50° 47′ 44″ N, 4° 24′ 29″ E | 2328-0018/0  |       |
| 5  | Aubette de tram                                                     | 20 avril 2006     |       |                                   | Aubette                     | Place Leopold Wiener, Rue Major Bruck                                                            | 50° 47′ 53″ N, 4° 25′ 06″ E | 2328-0017/0  |       |
| 6  | Aubette de tram                                                     | 20 avril 2006     |       |                                   | Aubette                     | Rue des Trois Tilleuls, en aval                                                                  | 50° 47′ 57″ N, 4° 25′ 05″ E | 2328-0019/0  |       |
| 7  | Camp fortifié néolithique de "Boitsfort-Etangs"                     | 4 septembre 2002  |       |                                   | Habitat                     | Avenue des Deux Montagnes                                                                        | 50° 47′ 31″ N, 4° 24′ 50″ E | 2328-0048/0  |       |
| 8  | Château Bischoffsheim - actuellement École Internationale           | 11 septembre 1992 |       |                                   | Néoclassique                | Avenue de la Foresterie 19, Kattenberg 19                                                        | 50° 47′ 27″ N, 4° 25′ 03″ E | 2328-0015/0  |       |
| 9  | Château Charle-Albert                                               | 8 août 1988       |       | Albert Charle                     | Néo-Renaissance flamande    | Avenue Charle-albert 7                                                                           | 50° 48′ 04″ N, 4° 25′ 41″ E | 2328-0010/0  |       |
| 10 | Château Jolimont                                                    | 24 avril 2014     | 1721  |                                   | Classicisme                 | Rue Middelbourg 70                                                                               | 50° 47′ 43″ N, 4° 25′ 08″ E | 2328-0066/0  |       |
| 11 | Cités-jardins Logis et Floréal                                      | 15 février 2001   |       | Jean-Jules Eggericx, Louis Vander | Cottage                     | Rue des Cannas                                                                                   | 50° 48′ 35″ N, 4° 25′ 16″ E | 2328-0045/0  |       |
| 12 | Couvent des Sœurs de l'Eucharistie                                  | 19 juillet 2007   |       |                                   | Parc                        | Avenue Leopold Wiener 18 - 34, Avenue des Hannetons-                                             | 50° 48′ 31″ N, 4° 24′ 26″ E | 2328-0064/0  |       |
| 13 | Deux tertres funéraires néolithiques                                | 4 septembre 2002  |       |                                   | Cimetière                   | Avenue des Deux Montagnes, Drève des Tumuli                                                      | 50° 47′ 31″ N, 4° 24′ 49″ E | 2328-0049/0  |       |
| 14 | Église Saint-Clément                                                | 22 novembre 1949  |       |                                   | Roman                       | Rue du Gruyer, Rue du Loutrier                                                                   | 50° 48′ 36″ N, 4° 24′ 21″ E | 2328-0001/0  |       |
| 15 | Ensemble de maisons Art nouveau                                     | 5 février 1998    | 1899  | William Jelley                    | Art nouveau                 | Avenue des Taillis 7 - 15                                                                        | 50° 48′ 28″ N, 4° 23′ 59″ E | 2328-0042/0  |       |
| 16 | Ensemble de villas Art nouveau et leurs jardins                     | 23 novembre 2000  |       | William Jelley                    | Art nouveau                 | Avenue des Gerfauts 9 - 13                                                                       | 50° 48′ 41″ N, 4° 25′ 01″ E | 2328-0016/1  |       |
| 17 | Étang "Floréal" ou "de Gerlache"                                    | 24 avril 1997     |       |                                   | Site semi-naturel           | Avenue des Archiducs, Boulevard du Souverain                                                     | 50° 48′ 29″ N, 4° 25′ 42″ E | 2328-0026/0  |       |
| 18 | Étangs de Boitsfort (+ Parc Tournay-Solvay et École internationale) | 18 novembre 1993  |       |                                   | Parc                        | Avenue de la Foresterie, Chaussée de la Hulpe                                                    | 50° 47′ 36″ N, 4° 25′ 01″ E | 2328-0014/0  |       |
| 19 | Ferme Hof ter Coigne                                                | 14 avril 1994     |       |                                   | Architecture traditionnelle | Rue de la Bifurcation 7 - 9, Rue du Brillant 1                                                   | 50° 48′ 52″ N, 4° 24′ 11″ E | 2328-0007/0  |       |
| 20 | Ferme - logis et grange                                             | 3 juillet 1997    |       |                                   | Architecture rurale         | Dreve de Bonne Odeur 2 A                                                                         | 50° 47′ 47″ N, 4° 25′ 20″ E | 2328-0032/0  |       |
| 21 | Gare de Watermael                                                   | 2 juillet 1992    |       |                                   | Éclectisme                  | Avenue des Taillis 73 - 81                                                                       | 50° 48′ 33″ N, 4° 23′ 59″ E | 2328-0013/0  |       |
| 22 | Hêtre pourpre (Fagus sylvatica f. purpurea)                         | 10 mars 2005      |       |                                   | Arbre remarquable           | Chaussée de la Hulpe 183                                                                         | 50° 47′ 45″ N, 4° 24′ 15″ E | 2328-0053/0  |       |
| 23 | Le Logis-Floréal - ensemble de maisons                              | 6 décembre 2007   | 1919  | Jean-Jules Eggericx               | Cottage                     | Rue des Phlox 1 - 3                                                                              | 50° 48′ 29″ N, 4° 25′ 27″ E | 2328-0045/01 |       |
| 24 | Le Logis-Floréal - maison de rapport Trois Tilleuls                 | 29 avril 1999     | 1919  | Jean-Jules Eggericx               | Modernisme                  | Rue des Trois Tilleuls 123 - 139, Avenue de la Fauconnerie 161 - 167, Rue des Garennes 125 - 127 | 50° 48′ 09″ N, 4° 24′ 51″ E | 2328-0046/0  |       |
| 25 | Le Logis-Floréal - maison                                           | 18 avril 2002     |       | Jean-Jules Eggericx               | Cottage                     | Rue des Gardenias 6                                                                              | 50° 48′ 28″ N, 4° 25′ 17″ E | 2328-0050/0  |       |
| 26 | Le stade des Trois Tilleuls                                         | 11 février 2010   |       |                                   | Centre de sports            | Avenue des Nymphes 1                                                                             | 50° 48′ 22″ N, 4° 24′ 43″ E | 2328-0067/0  |       |
| 27 | Maison communale de Watermael-Boitsfort                             | 12 septembre 1996 | 1845  |                                   | Néo-classicisme             | Place Antoine Gilson 1                                                                           | 50° 47′ 53″ N, 4° 25′ 01″ E | 2328-0033/0  |       |
| 28 | Maison Haute                                                        | 6 novembre 1961   | 1687  | Boffrand                          | Louis XIV                   | Place Antoine Gilson 2 , Avenue Delleur                                                          | 50° 47′ 52″ N, 4° 25′ 00″ E | 2328-0003/0  |       |
| 29 | Maison personnelle et atelier du peintre Rik Wouters                | 15 janvier 1998   |       |                                   | Maison et atelier d'artiste | Place Rik Wouters 7                                                                              | 50° 47′ 30″ N, 4° 25′ 21″ E | 2328-0036/0  |       |
| 30 | Maison personnelle de l'architecte Jean-Jacques Eggericx            |                   | 1905  | Jean-Jules Eggericx               | Art déco                    | Rue du Pinson 126                                                                                | 50° 48′ 02″ N, 4° 24′ 33″ E | 2328-0069/0  |       |
| 31 | Maisons Delobe                                                      | 18 avril 2013     |       | Gaston Brunfaut                   | Modernisme                  | Avenue de l'Arbalète 40 - 42                                                                     | 50° 48′ 01″ N, 4° 24′ 28″ E | 2328-0077/0  |       |
| 32 | Maisons jumelées Vaes-Pompe                                         |                   | 1905  | Antoine Pompe                     | Art déco                    | Avenue des Bouleaux 29 - 31                                                                      | 50° 48′ 13″ N, 4° 24′ 27″ E | 2328-0082/0  |       |
| 33 | Maison Stevens                                                      | 12 février 2015   | 1926  | Antoine Pompe                     | Modernisme                  | Avenue des Princes Brabancons 29                                                                 | 50° 48′ 38″ N, 4° 24′ 46″ E | 2328-0068/0  |       |
| 34 | Marronnier commun (Aesculus hippocastanum)                          | 22 décembre 2005  |       |                                   | Arbre remarquable           | Avenue des Coccinelles 6                                                                         | 50° 48′ 05″ N, 4° 23′ 52″ E | 2328-0055/0  |       |
| 35 | Parc du Jagersveld                                                  | 24 avril 1997     |       |                                   | Parc                        | Rue Middelbourg, avenue Alfred Solvay, rue Philippe Dewolfs, avenue Delleur                      | 50° 47′ 47″ N, 4° 25′ 00″ E | 2328-0028/0  |       |
| 36 | Parties pavées de la voirie                                         | 24 janvier 1984   |       |                                   | Voirie                      | Rue du Grand Veneur, Drève de Bonne Odeur                                                        | 50° 47′ 46″ N, 4° 25′ 21″ E | 2328-0005/0  |       |
| 37 | Séquoia géant (Sequoiadendron giganteum)                            | 13 juillet 2006   |       |                                   | Arbre remarquable           | Avenue Emile Van Becelaere 26                                                                    | 50° 47′ 55″ N, 4° 24′ 20″ E | 2328-0056/0  |       |
| 38 | Square Tercoigne                                                    | 19 avril 1977     |       |                                   | Parc                        | Avenue du Martin-pêcheur                                                                         | 50° 48′ 36″ N, 4° 23′ 57″ E | 2328-0004/0  |       |
| 39 | Tilleul à petites feuilles (Tilia cordata)                          | 31 mars 2011      |       |                                   | Arbre remarquable           | Square de l'arbalète                                                                             | 50° 48′ 05″ N, 4° 24′ 33″ E | 2328-0076/0  |       |
| 40 | Tulipier de Virginie (Liriodendron tulipifera)                      | 10 mars 2005      |       |                                   | Arbre remarquable           | Avenue Emile Van Becelaere 16                                                                    | 50° 47′ 50″ N, 4° 24′ 24″ E | 2328-0054/0  |       |
| 41 | Villa Les Trois Canadas                                             | 20 décembre 2012  |       |                                   | Non défini                  | Avenue Emile Van Becelaere 160                                                                   | 50° 48′ 17″ N, 4° 24′ 07″ E | 2328-0079/0  |       |